# Basarabian Hills
Basarabian Hills (česky Kopce Besarábie) je moldavská ambient black metalová kapela založená v listopadu 2011 ve městě Fălești hudebníkem s přezdívkou Spirit Of The Forest. K roku 2015 vydala 5 nahrávek, první digitální album s názvem A Breath Of The Wide Valley vyšlo v listopadu 2012.

## Diskografie
- Spirit Of The Native Land (mini CD 2012)
- A Breath Of The Wide Valley (listopad 2012)
- In The Stillness Of The Codrii (červen 2013)
- Groping In A Misty Spread (březen 2014)
- Enveloped In The Velvet Cloak Of Midnight  (duben 2015)